# Nicolò Gallo
Nicolò Gallo est un homme politique né le 10 août 1849 à Agrigento et mort le 7 mars 1907 à Rome.

## Biographie
Il est président de la chambre des députés du royaume d'Italie entre 16 juin 1900 et le 24 juin 1900.
Il a également été ministre de l'Instruction publique et de la Justice.

## Source
- (it) Cet article est partiellement ou en totalité issu de l’article de Wikipédia en italien intitulé « Nicolò Gallo » (voir la liste des auteurs).